# Valea Perjei (Taraclia)
Valea Perjei (búlgaro: Валя Пержей) es una comuna y pueblo de la República de Moldavia ubicada en el distrito de Taraclia.
En 2004 tiene 4986 habitantes, de los cuales 3792 son étnicamente búlgaros, 966 moldavos-rumanos y 88 gagaúzos.
Fue fundado entre finales del siglo XVIII y principios del siglo XIX por búlgaros que huían de la ocupación otomana de la actual Bulgaria.
Se ubica unos 5 km al este de Ceadîr-Lunga, junto a la frontera con Ucrania. Junto con la vecina ciudad de Tvardița forma un exclave del distrito de Taraclia entre Gagauzia y Ucrania.